# Divion
Divion es una comuna francesa situada en el departamento Paso de Calais, dentro de la región Norte-Paso de Calais, en Francia. Abarca una superficie de 10,96 kilómetros cuadrados y una población estimada en 7150 habitantes, siendo la densidad de población de 652 habitantes por kilómetro cuadrado. El código postal es 62460 y la alcaldesa Danièle Seux.

## Demografía
| 11 300 | 10 407 | 8588 | 8125 | 7642 | 7150 |
| Para los censos de 1962 a 1999 la población legal corresponde a la población sin duplicidades (Fuente: INSEE [Consultar]) |        |      |      |      |      |